# هالفینگ
هالفینگ (به آلمانی: Halfing) یک شهر در آلمان است که در بایرن واقع شده‌است.

## خصوصیات
هالفینگ ۲۲٫۸۱ کیلومترمربع مساحت دارد ۵۰۲ متر بالاتر از سطح دریا واقع شده‌است.